# Basiliscus vittatus
Pour les articles homonymes, voir Basilic.
Espèce
Synonymes
- Cristasaurus mitrella Gray, 1852
- Daconura bivittata Hallowell, 1860
- Basiliscus nuchalis Cope, 1863
- Dactylocalotes elisa Werner, 1893

Basiliscus vittatus, le Basilic brun, est une espèce de sauriens de la famille des Corytophanidae.

## Répartition
Cette espèce se rencontre au Panama, au Costa Rica, au Nicaragua, au Honduras, au Salvador, au Guatemala, au Belize et au Mexique.
Sa présence en Colombie est incertaine.
Il a été introduit en Floride aux États-Unis.

## Publication originale
- Wiegmann, 1828 : Beiträge zur Amphibienkunde. Isis von Oken, vol. 21, n. 4, p. 364-383 (texte intégral).